# Médecine hyperbare

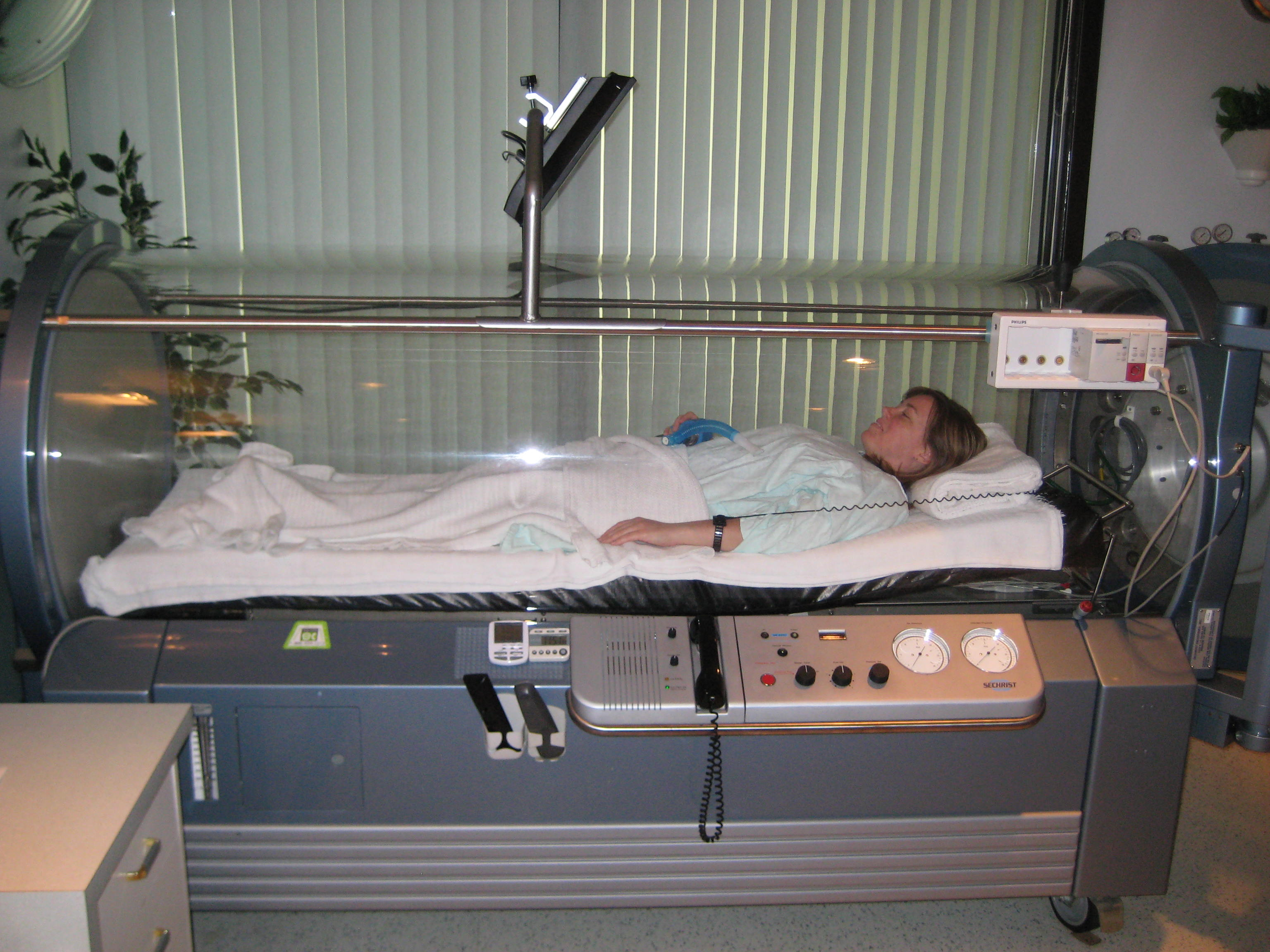
Caisson hyperbare transparent monoplace au Moose Jaw Union Hospital, Saskatchewan, Canada

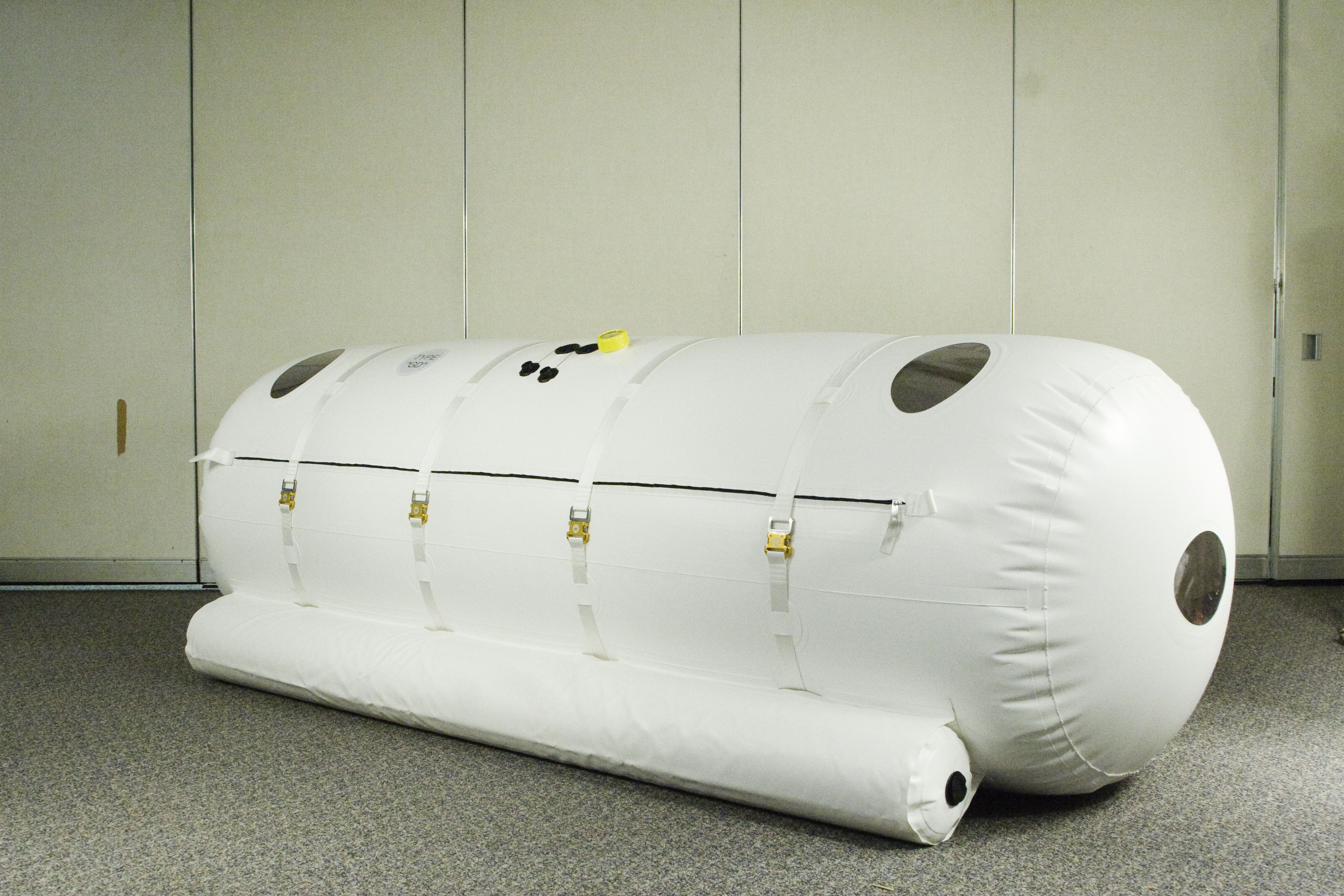
Exemple de chambre hyperbare transportable, utilisable au domicile du patient

La médecine hyperbare, aussi connue sous le nom d'oxygénothérapie hyperbare, est l'utilisation médicale de l'oxygène à une pression supérieure à la pression atmosphérique. L'équipement nécessaire consiste en une chambre de pression, qui peut être constituée de parois rigides ou flexibles, et un moyen de distribution d'oxygène à 100%. 
Le traitement est effectué selon un programme prédéterminé par un personnel qualifié qui surveille le patient et peut le modifier si nécessaire. L'oxygénothérapie hyperbare, au début, était utilisée pour traiter les accidents de décompression ; elle a aussi démontré une grande efficacité pour traiter la gangrène gazeuse et l'intoxication par le monoxyde de carbone.

## Utilisation de l'oxygénothérapie hyperbare
Plusieurs utilisations de l'oxygène en milieu hyperbare sont envisagées :
- L'augmentation de la pression est utilisée dans certains cas, notamment lors du traitement de l'accident de décompression consécutif à un accident de plongée ;
- Dans d'autres cas, l'augmentation partielle de la pression, combinée à l'utilisation de dioxygène à plus ou moins grande concentration peut être utilisée pour faciliter certains traitements, notamment de la peau.

L'avantage de l'utilisation de dioxygène sous environnement hyperbare se manifeste pour le transport de ce gaz par le sang :
- à la pression atmosphérique, cette capacité de transport est limitée par la capacité de fixation du dioxygène sur les globules rouges, le transport du gaz par le plasma étant très restreint
- en revanche, lorsque l'on augmente cette pression environnante, la capacité de transport de l'oxygène par le plasma est augmentée.

### Pathologies nécessitant une utilisation
L'oxygénothérapie hyperbare est particulièrement indiquée lors de[réf. nécessaire] :
- la gangrène de Fournier
- certaines blessures (traitement post-chirurgical ou du diabète)
- intoxication au monoxyde de carbone
- accident de décompression
- certains accidents du sport
- Embolie gazeuse : accident de décompression en plongée sous-marine, par exemple
- Infections nécrosantes à germes anaérobies ou mixtes (myonécroses, cellulites, ...)
- Ostéoradionécrose
- Traitement préventif des lésions survenant après extraction dentaire
- Lésions de radionécrose des tissus mous
- Mal aigu des montagnes
- Ostéonécrose de la tête fémorale

### Traitement utile
Dans ce cas, l'utilisation du caisson hyperbare peut prévenir certaines complications :
- Greffes à vascularisation compromise
- Écrasements de membre
- Surdités brusques
- Ischémie critique chronique chez les diabétiques et les patients artériosclérotiques
- Ostéomyélites

Cela permettrait de rallonger les télomères, permettant ainsi, en théorie, le rajeunissement cellulaire.
Les problèmes de sommeil et de douleurs peuvent être améliorés pour les personnes ayant un covid long.

### Traitement déconseillé

#### Autisme
La première étude scientifique pour les enfants affectés par l'autisme fut publiée le 12 mars 2009 dans la revue BMC Pediatrics, « « Hyperbaric treatment for children with autism: a multicenter, randomized, double-blind, controlled trial » et fut contestée, la majorité des auteurs étaient cependant déjà des pratiquants de la thérapie hyperbarique sur des enfants autistes, parmi eux, entre autres, Dan Rossignol et Anju Usman,. L'étude a par ailleurs été en partie financée par un centre de médecine hyperbarique.
La FDA publie le 23 août 2013 une mise en garde des consommateurs « Oxygénothérapie hyperbare : « Ne vous trompez pas. L'oxygénothérapie hyperbare (OHB) n'a pas été cliniquement prouvée pour guérir ou être efficace dans le traitement du cancer, de l'autisme ou du diabète. Mais faites une recherche rapide sur Internet, et vous verrez toutes sortes d'allégations pour ces maladies et d'autres pour lesquelles l'appareil n'a pas été autorisé ou approuvé par la FDA. ».
De nouveau, la FDA publie le 25 avril 2014 une mise en garde des consommateurs « Sensibilisation et vigilance sur les faux traitements de l'autisme », parmi ces faux traitements figure l'oxygénothérapie hyperbare.

#### Paralysie cérébrale
L'article publié en décembre 2007 « Oxygénothérapie hyperbare pour le traitement de la paralysie cérébrale : Une revue et comparaison des thérapies actuellement acceptées » tenta de confirmer son efficacité pour la paralysie cérébrale et la nécessité d'offrir ce traitement aux enfants atteints de paralysie cérébrale en l'absence de solutions plus efficaces.
Selon un rapport publié en janvier 2007 par l’Agence d’évaluation des technologies et des modes d’intervention en santé (AETMIS), à ce jour, l’efficacité de l’oxygénothérapie hyperbare (OHB) dans la prise en charge de la paralysie cérébrale n’a pas été démontrée scientifiquement. Pour réaliser son évaluation, l’AETMIS a procédé à une revue rigoureuse et exhaustive de la documentation scientifique et à un examen approfondi des enjeux contextuels de ce dossier. Au terme de cette étude, l’AETMIS en vient aux conclusions suivantes :
- l’efficacité de l’oxygénothérapie hyperbare pour le traitement de la paralysie cérébrale n’a pas été démontrée scientifiquement à ce jour, et l’incertitude persiste;
- en l’absence de cette démonstration scientifique, ce traitement doit demeurer expérimental pour le moment;
- même si des études sont en cours sur le sujet aux États-Unis, d’autres études comparatives rigoureuses restent nécessaires pour répondre à la question de l’efficacité de l’OHB pour le traitement de la paralysie cérébrale.

### Cas des accidents de plongée
Initialement, cette thérapeutique a été développée dans le cadre du traitement des accidents de plongée tels que les accidents de décompression avec pénétration de bulles gazeuses dans les tissus.
Les traitements en caisson de recompression peuvent se dérouler de plusieurs manières :
- l'augmentation de la pression dans le caisson réduit la taille des bulles, leur permettant ainsi de repasser dans le circuit ventilatoire ;
- la haute concentration en oxygène respirée permet d'alimenter correctement les tissus du corps humain ;
- la haute concentration en oxygène permet une meilleure évacuation de l'azote et des autres gaz non métaboliques (l'hélium par exemple) dissous dans les tissus, phénomène connu sous le nom de « pression partielle vacante » ou « fenêtre oxygène »

Au Canada et aux États-Unis, les tables de décompression de l'US Navy sont utilisées pour déterminer la durée, la pression et le gaz respiré. Les tables les plus fréquemment utilisées sont les tables 5 et 6. En Grande-Bretagne, les tables de la Royal Navy numéros 62 et 67 sont utilisées.
En France ce sont tables historiques de la Comex (par exemple Comex 12, Comex 18, Comex 30) qui sont volontiers mises en application[réf. souhaitée].

## Complications
Les risques liés à cette thérapie sont les mêmes que ceux liés à la plongée :
- les variations de pression peuvent être sources de barotraumatismes au niveau des cavités internes du corps contenant de l'air (poumons, oreilles, dents, etc.)
- la respiration d'oxygène sur de longues périodes peut être toxique

## Accès

### Situation en France
En France, la médecine hyperbare est une compétence acquise au travers d'une formation universitaire complémentaire d'une durée d'une année accessible aux médecins : le diplôme inter-universitaire de médecine hyperbare.

### Situation en Grande-Bretagne
En Grande-Bretagne, la plupart des caissons de recompression sont financés par le National Health Service mais certaines unités de traitement sont activées par des organismes à but non lucratif, comme les Multiple sclerosis therapy centres.